# LinkedIn
LinkedIn – międzynarodowy serwis społecznościowy. Jest platformą mediów społecznościowych skoncentrowaną na biznesie i zatrudnieniu, działającą za pośrednictwem stron internetowych oraz aplikacji mobilnych.
Serwis założony w grudniu 2002 roku i uruchomiony 5 maja 2003 roku przez Reid Hoffman, Allen Blue, Konstantin Guericke, Eric Ly oraz Jean-Luc Vaillant. 
Portal dostępny jest w kilkunastu językach, od 2 kwietnia 2012 roku dostępny również w języku polskim. Od 2011 akcje LinkedIn są dostępne na nowojorskiej giełdzie NYSE (symbol akcji: LNKD).
Począwszy od 2015 roku, większość przychodów firmy pochodziła ze sprzedaży dostępu do informacji o jej użytkownikach rekruterom i specjalistom ds. sprzedaży. Wprowadzono również własny portal reklamowy o nazwie LinkedIn Ads, który umożliwia firmom promowanie się na tej platformie.
W czerwcu 2012 roku z LinkedIn wyciekło 6,5 mln haseł użytkowników.
W czerwcu 2016 serwis został przejęty przez Microsoft za 26,2 miliarda dolarów.

## Użytkownicy
Pod koniec pierwszego miesiąca działalności w sieci LinkedIn zarejestrowanych było łącznie 4 500 członków. W 2015 roku LinkedIn miał ponad 400 milionów członków w ponad 200 krajach i terytoriach, co było znacząco większą liczbą w porównaniu z konkurencyjnym serwisem Viadeo (50 milionów w 2013 roku). W 2011 roku baza użytkowników LinkedIn rosła średnio o dwóch nowych członków na sekundę. W 2020 roku społeczność LinkedIn liczyła już ponad 690 milionów zarejestrowanych użytkowników. Na początku 2025 roku posiada ponad 850 miliony zarejestrowanych członków w ponad 200 krajach i terytoriach. 

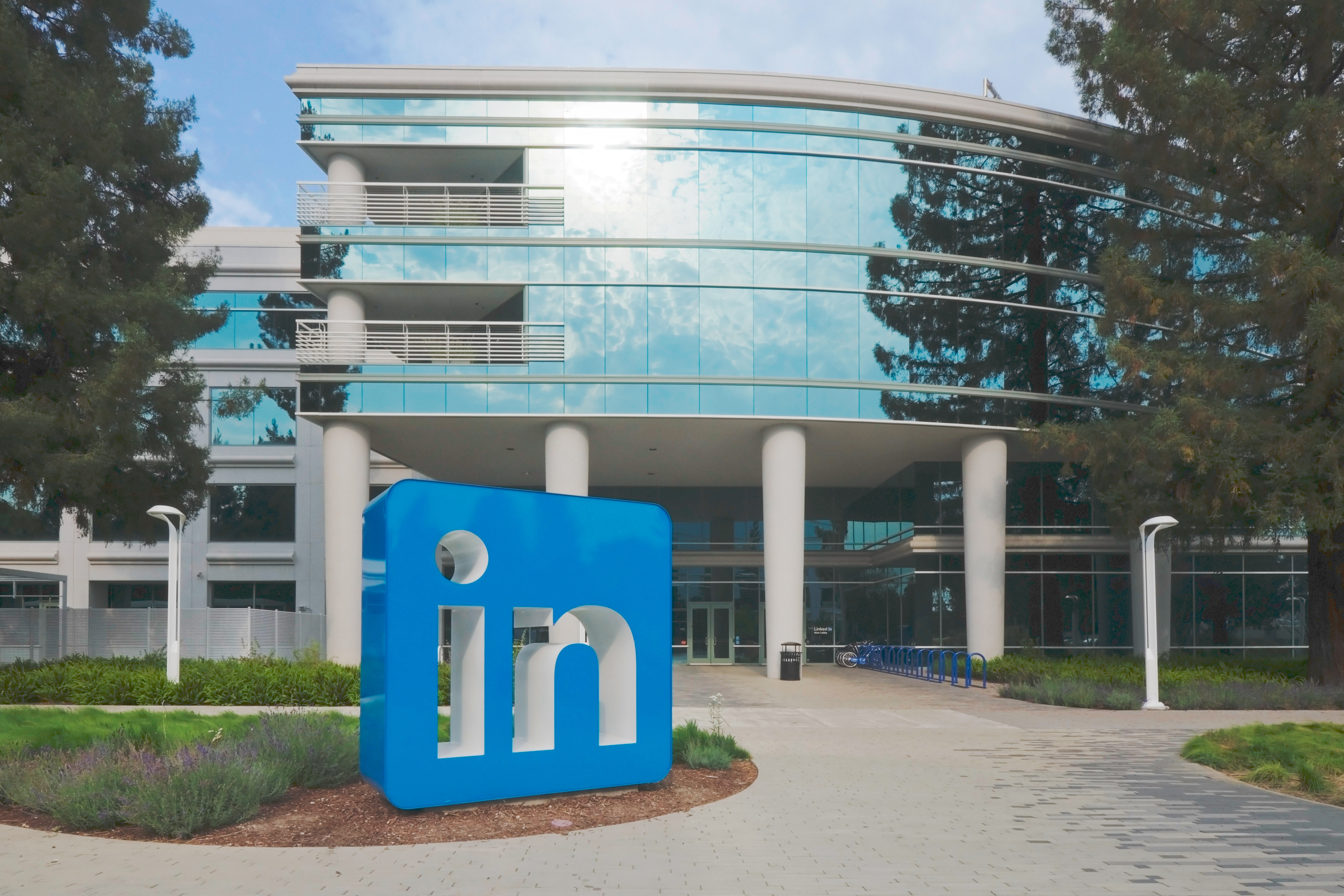
Siedziba LinkedIn w Sunnyvale

## Badania z wykorzystaniem danych z platformy
Ogromne ilości danych z LinkedIn pozwalają naukowcom oraz badaczom uczenia maszynowego na pozyskiwanie wniosków i tworzenie nowych funkcji produktowych. Przykładowo, te dane mogą pomóc w zrozumieniu wzorców wprowadzania w błąd w CV. Ustalenia sugerują, że ludzie częściej kłamią na temat swoich zainteresowań niż doświadczenia zawodowego w internetowych życiorysach.